# Askøyfjellet
Askøyfjellet est l'une des montagnes qui entourent la ville de Bergen en Norvège. Elle culmine à 231 m sur la commune insulaire d'Askøy,.